# ラ♪ラ♪ラ♪スイートプリキュア♪/ワンダフル↑パワフル↑ミュージック!!
「ラ♪ラ♪ラ♪スイートプリキュア♪/ワンダフル↑パワフル↑ミュージック!!」は、工藤真由/池田彩のシングル。2011年3月9日にマーベラスエンターテイメントから発売された。

## 概要
テレビアニメ『スイートプリキュア♪』の主題歌を収録したスプリット・シングル。オープニングテーマの「ラ♪ラ♪ラ♪スイートプリキュア♪」は工藤真由が、エンディングテーマの「ワンダフル↑パワフル↑ミュージック!!」は池田彩がそれぞれ歌唱を担当している。CDジャケットには、キュアメロディ、キュアリズム、ハミィがプリントされている。
前作同様DVD付属盤と通常盤の2種類が発売されており、DVD付属盤にはオープニングとエンディングのノンテロップバージョンが収録されている。エンディング「ワンダフル↑パワフル↑ミュージック!!」の振り付けは前作同様前田健が担当した。
初回限定盤の封入特典として、データカードダス プリキュアオールスターズ「ライムカラーのガーリーチュニック（ひびき&かなで）」のプロモーションドレスカードが封入されている。

## 批評
CDジャーナルは、「フィラデルフィア・ソウル風のコーラスと、ホーン・セクションが少し懐かしい雰囲気漂う、大人のダンサブル・ナンバー」と評した。

## 収録曲

### CD
1. ラ♪ラ♪ラ♪スイートプリキュア♪ [3:25]
作詞：六ツ見純代、作曲：marhy、編曲：久保田光太郎
池田曰く「オープニングのイメージに合ったロック調の爽やかな楽曲」[2]。
  - テレビアニメ『スイートプリキュア♪』前期オープニングテーマ
2. ワンダフル↑パワフル↑ミュージック!! [3:41]
作詞：六ツ見純代、作曲：高取ヒデアキ、編曲：籠島裕昌
  - テレビアニメ『スイートプリキュア♪』前期エンディングテーマ

R&B調のパワフルさを感じさせる楽曲[2]。
楽曲を聞いた当初は、さほど難しいとは思っていなかったが、いざレコーディンとなるとアップテンポのR&B調で、出だしも難しいため思った以上に苦労したという[2]。
歌詞には「ドレミファ空へ」、「ソラシどれもこれもいい」等、音楽と関連性のある単語や、大勢で歌うことを想定して掛け声が含まれている[2]。
ハーモニーは全て池田により、主メロよりコーラスの方に時間を費やしたという[2]。
2015年3月14日公開『映画 プリキュアオールスターズ 春のカーニバル♪』では劇中歌として使用、ダンス映像はキュアビートとキュアミューズ（真の姿）を加えた4人バージョンとなった。
3. ラ♪ラ♪ラ♪スイートプリキュア♪（オリジナル・メロディー入り・カラオケ）
4. ワンダフル↑パワフル↑ミュージック!!（オリジナル・メロディー入り・カラオケ）

### DVD（CD+DVD盤のみ同梱）
1. オープニング「ラ♪ラ♪ラ♪スイートプリキュア♪」ノンテロップムービー映像
2. エンディング「ワンダフル↑パワフル↑ミュージック!!」ノンテロップムービー映像